# مكتبة نيويورك العامة

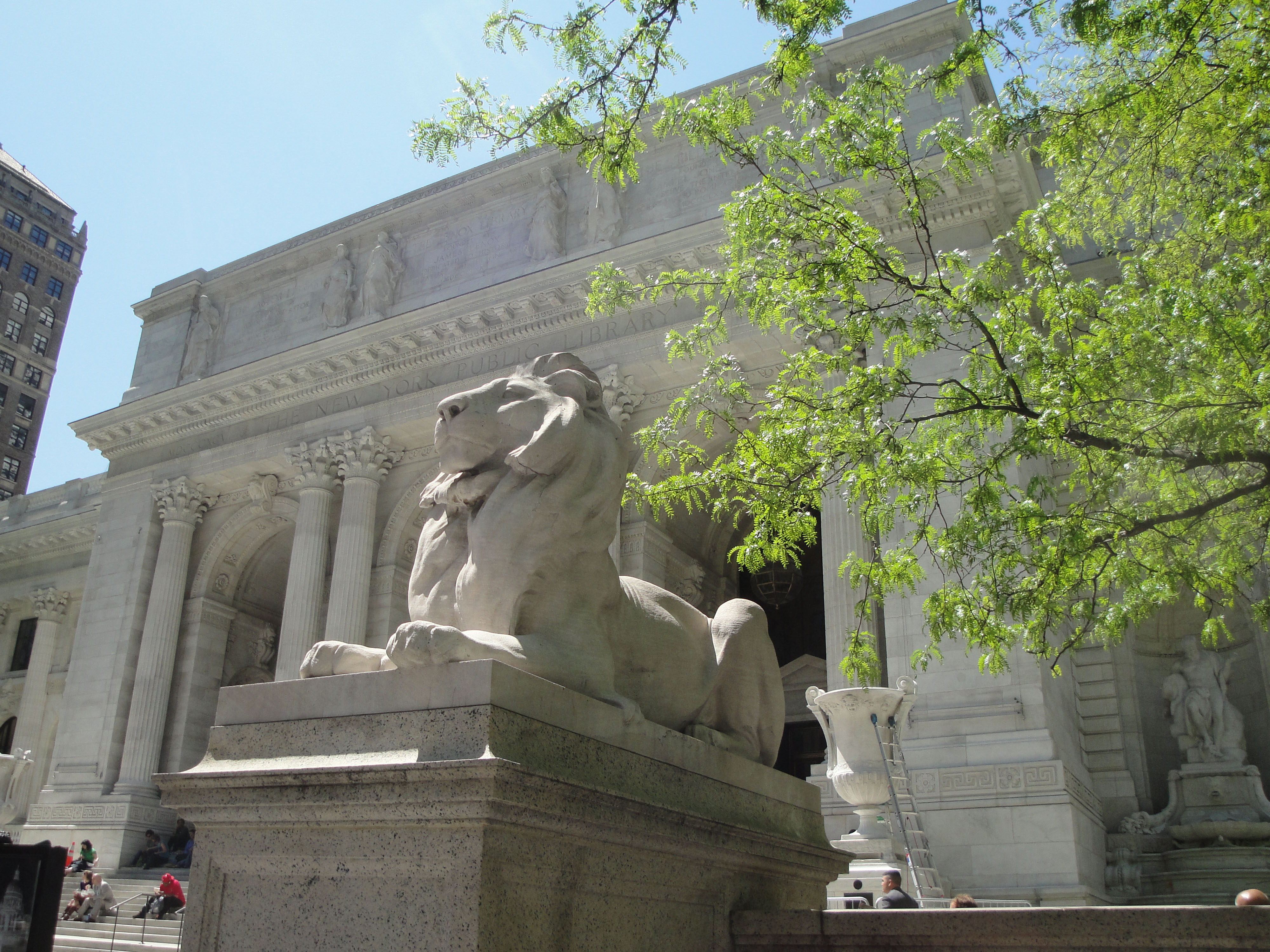
مكتبة نيويورك العامة

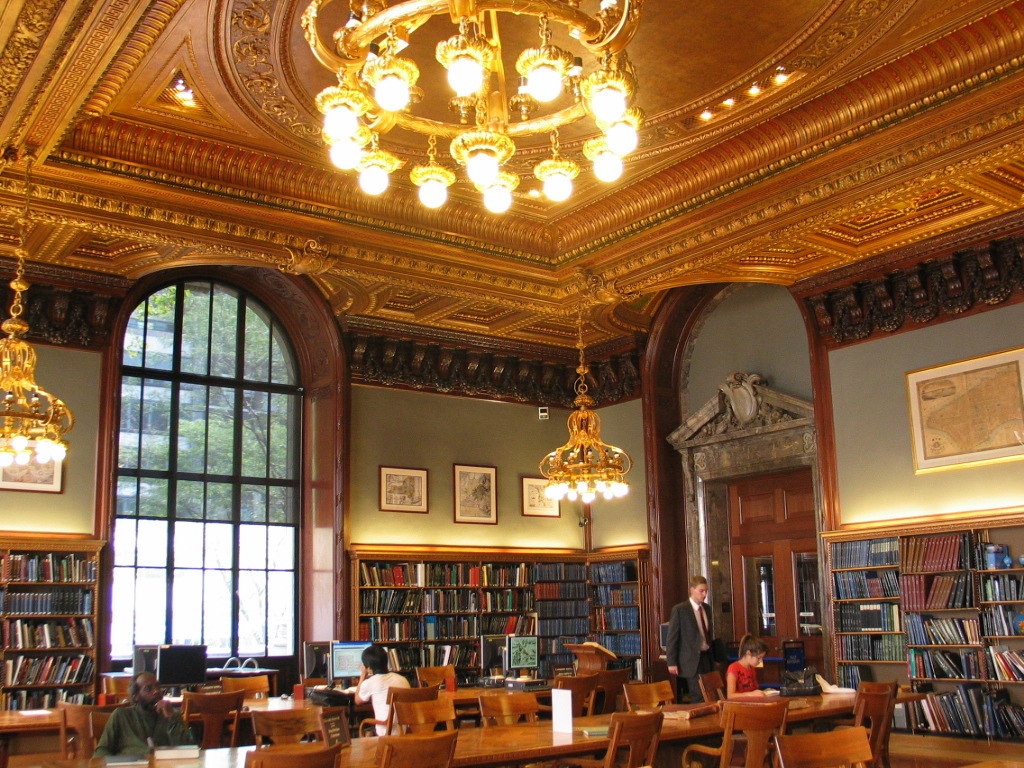
قسم الخرائط

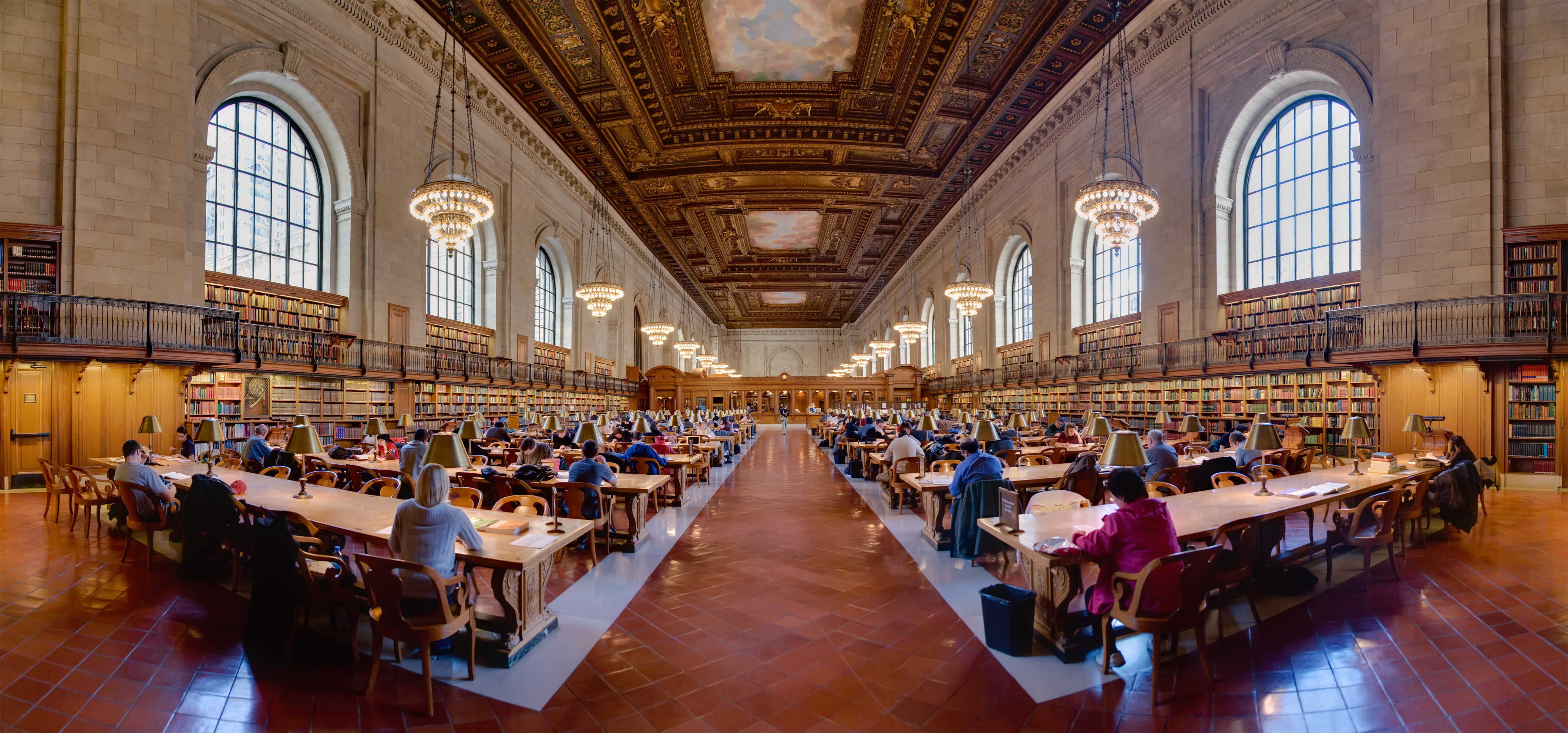
قاعة مطالعة

مكتبة نيويورك العامة (بالإنجليزية: The New York Public Library  أو اختصاراً NYPL)‏ هي أكبر مكتبة عامة في أمريكا الشمالية قاطبةً وثالث أكبر مكتبة في العالم (بعد مكتبة الكونغرس والمكتبة البريطانية)، كما أنها أحد أهم مكتبات الأبحاث في الولايات المتحدة الأمريكية. في المجمل تضم المكتبة بكل فروعها نحو 53 مليون عنصر (كتب وأشرطة وخرائط ..الخ).
وهناك من يعتبر مكتبة نيويورك العامة واحدة من أهم خمس مكتبات في الولايات المتحدة مع مكتبة الكونغرس ومكتبة بوسطن العامة، ومكتبتي جامعتي هارفارد وييل.
تتكون مكتبة نيويورك العامة من 87 فرعاً أحدها مكرّس للمكفوفين وذوي الاحتياجات الخاصة. وكل تلك المكتبات مفتوحة للعامة مجاناً. بعض تلك المكتبات لا تسمح بالاستعارة. تدار مكتبة نيويورك العامة من قبل مؤسسة خاصة غير ربحية، ويتم تمويل المكتبة من القطاعين العام والخاص. تبلغ ميزانية المكتبة أكثر من 50 مليون دولار ويعمل فيها أكثر من 3 آلاف موظف. يعود تاريخ إنشاء المكتبة إلى العام 1895.

## لمحة تاريخية

### تأسيسها
أضاف جون جاكوب أستور ملحقًا لوصيّته، إذ ترك فيه 400,000 دولار (أي ما يعادل 11.8 مليون دولار في عام 2019) بإيعاز من جوزيف كوجسويل؛ وذلك بهدف إنشاء مكتبة عامة. بعد وفاة أستور في عام 1848، نفّذ مجلس الأمناء الناشئ شروط الوصية لتُبنى مكتبة أستور في عام 1854 في القرية الشرقية. كانت المكتبة مكتبةً مرجعيةً مجانيةً، ولم يُسمح بتوزيع كتبها. وُصفت مكتبة أستور في افتتاحية نيويورك تايمز في عام 1872، إذ قيل إنها «مصدر مرجعي وبحثي رئيس»، ولكنها «تفتقر إلى الشعبية بالتأكيد، فهي لا تمتلك أساسيات المكتبة العامة، فمن الممكن أن تكون متاجرها تحت الحراسة منعًا من وصول الجماهير إليها».
أُدمجت مكتبة لينوكس في كونغرس ولاية نيويورك في عام 1870. شُيّدت المكتبة في الجادة الخامسة، بين الشارعين 70 و71 في عام 1877. تبرّع هاوي الكتب النادرة والمُحسن جيمس لينوكس بمجموعة واسعة من الأمريكانا والأعمال الفنية والمخطوطات والكتب النادرة، بما في ذلك بيبل جوتينبيرج الأول في العالم الجديد. فرضت المكتبة بدايةً رسومًا للدخول، ولم تسمح بالوصول المادي إلى أيّ مواد أدبية.
اعتقد حاكم نيويورك السابق والمرشح الرئاسي صامويل تيلدن أن هناك حاجة لوجود مكتبة تغطّي المدينة بأكملها، إذ ورّث بعد وفاته في عام 1886 الجزء الأكبر من ثروته –حوالي 2.4 مليون دولار (ما يعادل 68 مليون دولار في عام 2019) - «لإنشاء مكتبة وقاعة قراءة مجانية في مدينة نيويورك صيانتهما». وُضعت هذه الأموال في صندوق ائتمان دون أن تُصرف لعدّة سنوات، إلى أن خرج المحامي في مدينة نيويورك جون بيغيلو بالتعاون مع أندرو هاسويل جرين (كلاهما من أمناء ثروة تيلدن) بفكرة دمج اثنتين من أكبر مكتبات المدينة.
واجهت كلّ من مكتبتي أستور ولينوكس عوائق مالية. على الرغم من امتلاك مدينة نيويورك للعديد من المكتبات التي يعود تاريخها إلى القرن التاسع عشر، لكنّ معظمها مُوّلت من القطّاع الخاص، وفرضت رسومًا على الدخول واستخدام الكتب. تعاون لويس كاس ليدارد وجون كادوالادير مع بيغيلو باعتباره الداعم الأبرز لخطّة دمج المكتبتين، كان ليدارد عضوًا في مجلس تيلدن بينما كان كادوالادير عضوًا في مجلس أستور. وفي نهاية المطاف، دعم رئيس مجلس لينوكس جون ستيوارت كينيدي الخطّة أيضًا. وفي تاريخ 23 مايو من عام 1895، وافق بيغيلو وكادوالادير وجورج إل. ريفنز على إنشاء «مكتبة نيويورك العامة، بتأسيس من أستور ولينوكس وتيلدن». رُحّب بهذه الخطة بصفتها مثالًا على الأعمال الخيرية الخاصة من أجل الصالح العام. نُصّب جون شو بيلينغز أوّل مدير للمكتبة في 11 سبتمبر. دُمجت هذه المكتبة الوطنية النشأة مع مكتبة نيويورك الشعبية للتداول الحر في شهر فبراير من عام 1901.